# Пари Сен-Жермен (гандбольный клуб)
«Пари Сен-Жермен Гандбол» (фр. Paris Saint-Germain Handball), более известный как ПСЖ — французский профессиональный гандбольный клуб из Парижа. Один из богатейших клубов мира.

## История
Гандбольный клуб «Пари Сен-Жермен» был основан в 1941 году. В 1945 году, несмотря на то, что клуб не входил в Федерацию гандбола Франции, играл в финале кубка Франции перед 15 000 зрителей. В 1985 году клубу удалось убедить городской совет Парижа Аньер создать большой гандбольный клуб в Париже, клуб переименовывается и называется Пари-Расинг-Аньер. В тот период, за клуб играли будущие звёзды, такие как Джексон Ричардсон, Патрик Казаль который отыграл за клуб Пари-Аньер 2 сезона.
В 1992 году, клуб Пари-Аньер поменял название на ПСЖ-Аньер, а также создали команды по регби, волейболу. В сезоне 1995/96 ПСЖ-Аньер добился на тот момент лучшего результата в чемпионате Франции, команда по итогам сезона заняла 2-е место. В сезоне 2000/01 ПСЖ-Аньер доходит до финала кубка Франции, где проигрывает Монпелье.
В 2002 году, клуб ПСЖ-Аньер снова поменял название на «Пари гандбол». В этот период «Пари гандбол» в чемпионате Франции занял 2-е место в сезоне 2004/05 и 3-е место в сезоне 2005/96, клуб выиграл кубок Франции в сезоне 2006/07. Клуб «Пари гандбол» начал выступать в международных турнирах, в сезоне 2003/04, клуб выступал в кубке ЕГФ, где дошёл до 1/8 финала. В 2004/05 «Пари гандбол» вылетел из турнира в третьем круге. По итогам чемпионата Франции 2004/05, «Пари гандбол» завоевал право играть в Лиге чемпионов ЕГФ. «Пари гандбол» занял в своей группе второе место набрав 9 очков, но в 1/8 финала «Пари гандбол» проиграл в двух матчах «Килю». В сезоне 2006/07 Пари гандбол играл в кубке ЕГФ, где добрался до четвертьфинала, проиграв по результатам двух матчей швейцарскому клубу «Грассхопер». В сезоне 2008/09 Пари гандбол занял в чемпионате Франции 13-е место, вылетел во второй дивизион, где на следующий сезон занял 1-е место и вернулся в первый дивизион чемпионата Франции.
В 2012 году «Пари гандбол» купил катарский инвестор, а клуб сменил название на «Пари Сен-Жермен». Президентом клуба стал Нассер Аль-Хелаифи. В 2012 году, клуб подписал контракт с Миккель Хансеном, Люком Абало, Хосе Мануэль Сиеррой, Дидье Динаром. В сезоне 2012/13 ПСЖ выиграл чемпионат Франции, и дошёл до финала кубка Франции, где проиграл «Монпелье». В сезоне 2013/14 «Пари Сен-Жермен» выиграл кубок Франции, а в чемпионате Франции клуб занял второе место. В сезоне 2014/15, «Пари Сен-Жермен» выиграл чемпионат и кубок Франции, а в Лиге чемпионов ЕГФ «Пари Сен-Жермен» дошёл до четвертьфинала. В 2015 году из «Барселоны» в ПСЖ перешёл один из сильнейших гандболистов мира Никола Карабатич. В сезоне 2015/16 «Пари Сен-Жермен» выиграл чемпионат Франции, а в кубке Франции клуб играл в финале, где проиграл «Монпелье», а в Лиге чемпионов ЕГФ, клуб в первые за свою историю дошёл до полуфинала.     

## Название клуба
- Аньер Спортс (1941-1985)
- Пари-Расинг-Аньер (1985-1989)
- Пари-Аньер (1989-1992)
- ПСЖ-Аньер (1992-2002)
- Пари (2002-2012)
- Пари Сен-Жермен (2012-н.в.)

## Титулы
- Чемпион Франции (12 раз): 2013, 2015, 2016, 2017, 2018, 2019, 2020, 2021, 2022, 2023, 2024, 2025
- Кубок Франции (6 раз): 2007, 2014, 2015, 2018, 2021, 2022
- Кубок Французской лиги (3 раза): 2017, 2018, 2019
- Обладатель Трофея чемпионов (Суперкубок Франции) (5 раз):  2014, 2015, 2016, 2019, 2023

## Команда
Состав команды:

## Известные игроки
- Джексон Ричардсон
- Патрик Казаль
- Дидье Динар
- Никола Клэр
- Арно Сиффер
- Оливье Нйокас
- Вильям Аккамбре
- Ксавье Бараше
- Аусгейр Эдн Хадльгримссон
- Магнус Даль
- Горазд Шкоф
- Игор Вори
- Марко Копляр
- Давор Доминикович
- Яков Гоюн
- Ненад Перуничич